# Soiuz 40
Soiuz 40 este denumirea unei misiuni cosmice care a avut loc în perioada 14-22 mai 1981, cu o durată de 7 zile, 20 ore, 41 minute și 52 secunde. Această misiune a făcut parte din programul Interkosmos inițiat de către URSS și care presupunea selectarea de cosmonauți cercetători din țările socialiste care urmau să participe alături de cosmonauți ruși la misiuni în spațiul cosmic. 
Misiunea Soiuz 40 a combinat cosmonauți din URSS și cosmonauți selectați din România.

## Echipaj

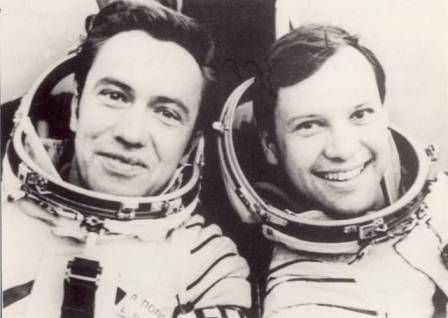
Cosmonauții Leonid Popov și Dumitru Prunariu.

Numărul din paranteză indică numărul de zboruri cosmice ale fiecărui cosmonaut înainte de a fi inclus în această misiune.
- Leonid Popov (1) - Comandant
- Dumitru Prunariu (România) (0) - Cosmonaut cercetător

### Echipaj de rezervă
- Iuri Romanenko - Comandant

Cosmonauții de rezervă ai echipajului Soiuz 40: Dumitru Dediu și Iuri Romanenko.

- Dumitru Dediu (România) - Cosmonaut cercetător

## Parametrii misiunii
- Masă: 6800 kg
- Perigee: 198.1 km
- Apogee: 287 km
- Înclinare: 51.6°
- Perioadă: 89.06 minute

## Descrierea capsulei
Capsula avea o formă de clopot și era formată din aliaj de aluminiu gros de 3.5 mm, ranforsat la interior cu o rezistență de titan. Aluminiul era placat la exterior cu un material termo-izolant (azbo-textolit).
La baza mică a capsulei, se afla o ușă circulară cu diametrul interior de 60 cm, în jurul căreia erau lăcașuri pentru racordarea la restul navei cosmice. Pe părțile laterale existau două hublouri cu diametrul de 23 cm, opuse unul față de celălalt cu rolul de a permite vizibilitatea în exterior.
Capsula cântărea 1500 kg, fără încărcătură (echipament, parașute, personal) și avea aproximativ 2 metri înălțime. Diametrele de la baza mare și mică erau 2.5 m, respectiv 1.5 m. Volumul interior fiind de 3.8 mc. 
Viteza de aterizare: 3.4 m/s (cu retrofuzeele în funcțiune).
Temperatura scutului la aterizare era de 1750 °C.
Greutatea la aterizare: 2800 kg.
Costul capsula era estimat atunci (1981) la 5.000.000 de lei, iar pe piața americană valora 2-3 milioane de dolari.